# La Traversée (pel·lícula de 2022)
La Traversée (lit. ‘La travessada’) és un film còmic francès del 2022 dirigit per Varante Soudjian.

## Argument
Dos educadors duen cinc adolescents de viatge en un creuer per la mar Mediterrània, però, en arribats a Marsella, descobreixen que el guia resulta ser un expolicia de la Brigade anti-criminalité particularment hostil envers els jóvens que acompanyen.

## Repartiment
- Alban Ivanov com a Riton
- Lucien Jean-Baptiste com a Alex
- Audrey Pirault com a Stéphanie
- Moncef Farfar com a Rayane
- Thilla Thiam com a Sam
- Lucie Charles-Alfred com a Léa
- Mamari Diarra com a Mahdi
- Enzo Lemartinet com a Polo

## Estrena
Va tenir una preestrena al cinema Concorde de França el 7 de juny del 2022, a la qual va assistir el mateix director. Finalment, el 29 de juny, va començar a ser emesa als cinemes del país.
Durant l'any d'estrena, va ser emesa en el Festival du Cinema Francòfon de Grècia a Grècia i en el Festival de Cinema Francès de Richmond als Estats Units.

## Recepció

### Recaptació
El primer dia de comercialització, amb 446 còpies disponibles, el film va vendre 18.331 entrades, 2.966 de les quals en la preestrena. Això el va posicionar a França com la segona novetat més taquillera, solament per darrere d'una altra comèdia titulada Irréductible (que en tenia 73.704) i per davant de la pel·lícula de terror Arthur, malédiction (amb 16.578).
Al cap d'una setmana, va començar a veure's les dificultats que tenia per a guanyar-se nou públic en vendre a penes 189.578 entrades. Es va posicionar com el sisè film més taquiller, per darrere del biogràfic Elvis (que n'acumulava 311.924) i per davant del thriller The Black Phone (que en va obtenir 133.668). La setmana següent, com que va afegir a la xifra total 102.309 entrades, va baixar un lloc en el rànquing i es va quedar entre Irréductible (amb 167.870) i The Black Phone (amb 72.372).
En total, va recaptar 2.772.979 dòlars estatunidencs durant les 9 setmanes que va passar al rànquing nacional, que van acabar el 30 d'agost del 2022.